# Little Big Town
I Little Big Town sono un gruppo country statunitense formatosi nel 1998 a Homewood, in Alabama. È formato da Karen Fairchild, Kimberly Schlapman, Jimi Westbrook e Phillip Sweet. Nel corso della sua carriera il gruppo ha realizzato 10 album e vinto premi come Grammy Awards, Emmy Awards e Country Music Association Awards.

## Storia del gruppo

### Creazione del gruppo
A metà degli anni novanta, Fairchild iniziò a cantare come corista in un coro di musica cristiana, comparendo anche come voce principale in alcune canzoni. In seguito formò un duo chiamato KarenLeigh con Leigh Cappillino (già membro delle Point of Grace). Le KarenLeigh, autonomamente, produssero i singoli Save it For a Rainy Day e This Love Has. Nel 1997, mentre frequentavano la Samford University, in Alabama, le cantanti Kimberly Strade e Karen Fairchild si incontrarono. Terminati gli studi le due si trasferirono a Nashville, nel Tennessee, dove cominciarono a cantare insieme. Jimi Westbrook, un amico del marito di Karen, si unì alle due cantanti nel 1998. I tre cantanti iniziarono così ad esibirsi come trio. Durante questo periodo iniziarono anche dei provini per trovare un quarto componente, e tra gli altri suonarono con Gary LeVox e Joe Don Rooney, che in seguito diventarono entrambi membri del gruppo Rascal Flatts. Nel 1999, dopo vari provini, Phillip Sweet si unì al gruppo, e fu proprio lui che in seguito propose il nome Little Big Town.

### Little Big Town, The Road and HereeA Place to Land(1998-2009)
Nel 1998 firmarono un contratto discografico con Universal Music Group Nashville, venendo tuttavia licenziati prima ancora di pubblicare del materiale. Dopo aver inciso i cori per album di artisti come Collin Raye e Sherrié Austin, nel 2002 firmarono un contratto con Monument Records e pubblicarono un album eponimo.
Conclusa anche l'esperienza con questa etichetta, il gruppo firmò con Equity Music Group, etichetta di proprietà del cantante Clint Black, con cui pubblicarono l'album The Road to Here nel 2005. I singoli estratti da tale progetto riuscirono a piazzarsi nella classifiche Billboard, così come l'album ottenne un piazzamento alla 51 nella Billboard 200 e una certificazione platino negli Stati Uniti. L'album risultò inoltre il 76° più venduto dell'anno negli Stati Uniti, oltre a piazzarsi nella classifica annuale anche nell'anno successivo.
Nel 2008 pubblicarono il loro terzo album A Place to Land ancora via Equity Music Group, per poi lasciare tale etichetta in favore di Capitol Records. Dopo aver pubblicato una riedizione dell'album, i Little Big Town aprirono alcuni tour per cantanti più noti tra cui Carnival Ride Tour con Carrie Underwood del 2008 e il The Waking Up Laughing Tour del 2007 con Martina McBride. Nel 2009 ottennero una nomination ai Country Music Association Awards nella categoria "gruppo dell'anno".

### The Reason Why, TornadoePain Killer(2010-2015)
Nel marzo 2010 pubblicarono il singolo Little Wild Church, a cui fece seguito l'album The Reason Why. Seguirono un tour da headliner e uno in apertura dei Sugarland. Nel 2012 pubblicarono l'album Tornado, il cui secondo singolo Pontoon ottenne 4 dischi di platino nel mercato statunitense e vinse un Grammy Award alla miglior performance country di un duo o gruppo. L'album e la title track furono invece certificati entrambi oro.  Hanno eseguito quindi un tour nel 2013 per promuovere il loro omonimo album, nel quale sono accompagnati da Kacey Musgraves e David Nail. Sempre nel 2013 parteciparono al C2C: Country to Country, il primo festival country del Regno Unito insieme a Carrie Underwood, Tim McGraw, Vince Gill e LeAnn Rimes, oltre a prendere parte ad alcuni cori nell'album Like a Rose di Ashley Monroe. Nel 2014 si esibirono al Grand Ole Opry su invito di Reba McEntire. Nel 2013 vinsero inoltre un Daytime Emmy Award per il brano Good Afternoon, nella categoria "miglior canzone originale": il brano era stato infatti realizzato in qualità di sigla della trasmissione Good Afternoon America.
Dopo aver interpretato i cori per ulteriori artisti come David Nail, nel 2015 collaborarono con Miranda Lambert nel brano Smokin' and Drinkin', con il quale entrambi gli artisti si esibirono ai Country Music Association Awards. Nello stesso anno pubblicarono l'album Pain Killer, il quale raggiunse la settima posizione nella Billboard 200. Il primo singolo Day Drinking raggiunse la seconda posizione nella classifica country di Billboard e la prima nella classifica country canadese. Il singolo Girl Crush ottenne un successo ancora maggiore: oltre a piazzarsi alla posizione 19 della Billboard Hot 100 ed a risultare la 63° canzone di maggior successo dell'anno negli Stati Uniti, il brano vinse i premi di "canzone dell'anno" e "singolo dell'anno" ai Country Music Association Awards e due Grammy Awards nelle categorie "miglior canzone country" e "miglior performance country di un duo o gruppo". Il gruppo eseguì inoltre una performance del brano durante l'apertura dei Country Music Association Awards insieme a svariati altri artisti country.

### Wanderlust, The Breaker, NightfalleMr. Sun(2016-presente)
Nel 2016 si esibirono per la seconda volta al festival musicale britannico C2C: Country to Country, diventando fra i pochissimi artisti ad aver eseguito più di una performance in tale evento. Sempre nel 2016 pubblicarono l'album Wanderlust, un progetto co-prodotto da Pharrell Williams con cui sperimentarono per la prima volta musica differente dal country. All'album ha preso parte anche il cantante Justin Timberlake. Vennero successivamente coinvolti nel progetto Forever Country, in cui insieme a vari altri artisti eseguirono un mash up di vari brani classici della musica country. Nel 2017 pubblicarono l'album The Breaker, il cui primo singolo Better Man è stato co-scritto con Taylor Swift. in seguito al quale tennero un tour stanziale presso il Ryman Auditorium di Nashville, diventando i primi artisti nella storia ad eseguire un tour di questo tipo in tale location.
Nel 2020 pubblicarono l'album Nightfall, che raggiunse la posizione 13 nella Billboard 200. Fece seguito a tale progetto l'album Mr. Sun, pubblicato nel 2022.

## Discografia

### Album
- 2002 - Little Big Town
- 2005 - The Road to Here
- 2007 - A Place to Land
- 2010 - The Reason Why
- 2012 - Tornado
- 2014 - Pain Killer
- 2016 - Wanderlust
- 2017 - The Breaker
- 2020 - Nightfall
- 2022 - Mr. Sun

### Singoli
- 2002 - Don't Waste My Time
- 2002 - Everything Changes
- 2005 - Boondocks
- 2006 - Bring It On Home
- 2006 - Good as Gone
- 2007 - A Little More You
- 2007 - I'm with the Band
- 2008 - Fine Line
- 2008 - Good Lord Willing
- 2010 - Little White Church
- 2010 - Kiss Goodbye
- 2011 - The Reason Why
- 2012 - Pontoon
- 2012 - Tornado
- 2013 - Your Side of the Bed
- 2013 - Sober
- 2014 - Day Drinking
- 2014 - Girl Crush
- 2015 - Pain Killer
- 2016 - One of Those Days
- 2016 - Better Man